# Éxodo de 1940 en Francia

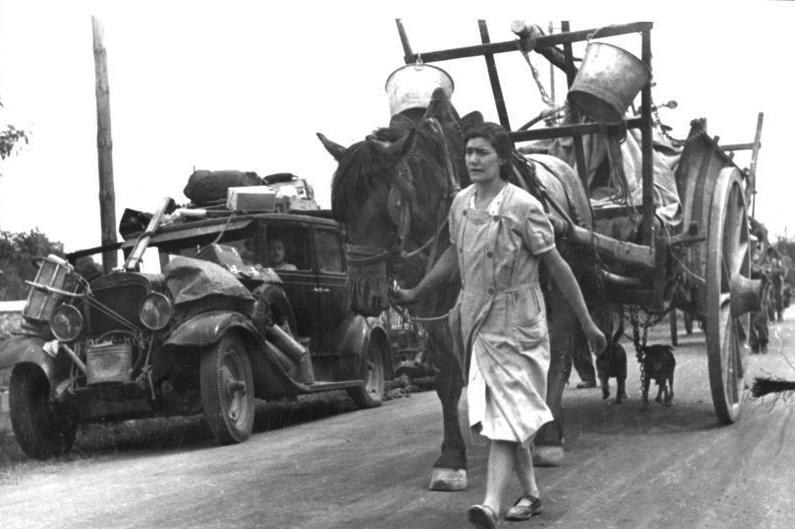
Una imagen del éxodo de 1940.

El éxodo de 1940 en Francia fue una huida masiva de la población en mayo y junio de 1940 cuando el ejército alemán invadió la mayor parte del territorio nacional durante la Batalla de Francia. Este éxodo fue uno de los más importantes del siglo XX en Europa.
Entre ocho y diez millones de civiles, junto con soldados en retirada (en total, casi la cuarta parte de la población),  se exiliaron masivamente por temor al ejército alemán. 
La huida fue desde el norte hacia el sur. Comenzó, en realidad, con la evacuación de civiles del Benelux, y también del norte y del este de Francia, en otoño de 1939. Primero fueron a París y luego hacia el suroeste. 
Eran familias de Bélgica, Países Bajos y Luxemburgo (dos millones de personas), y de Francia (también unos dos millones). En junio, cuando el ejército alemán se acercó a París, la mayoría de los parisinos emprendieron la fuga (2 millones de personas, unos 2/3 de la población). Los trenes de pasajeros resultaron insuficientes y hubo que utilizar los de transporte de ganado.
En total, el exilio fue de unos diez millones de personas. El gobierno francés había abandonado París el 11 de junio de 1940 (ocupada el 14 de junio) y llegó a Burdeos tres días después. Ocupadas también Lagarde el 18 y Saumur el 20. Los franceses decidieron rendirse firmando el 22 de junio el armisticio, que estableció la frontera entre la Francia ocupada y la de Vichy.
Muchos civiles (más de 100 000 en total) murieron en la carretera por los ataques frecuentes de los Junkers Ju 87 "Stukas" de la Luftwaffe, y durante muchos meses los periódicos estuvieron llenos de anuncios de personas que buscaban a sus familiares. Según la Cruz Roja había unos 90 000 niños  extraviados.

## Filmografía
- Mai 40, les enfants de l'exode, documental de Patrick Jeudy, 2010, 90' (en francés)

- Datos: Q3062016